# النويبع (محافظة خيبر)
النويبع قرية من قرى محافظة خيبر في منطقة المدينة المنورة في السعودية، تقع شمال المدينة المنورة